# 스테네오사우루스

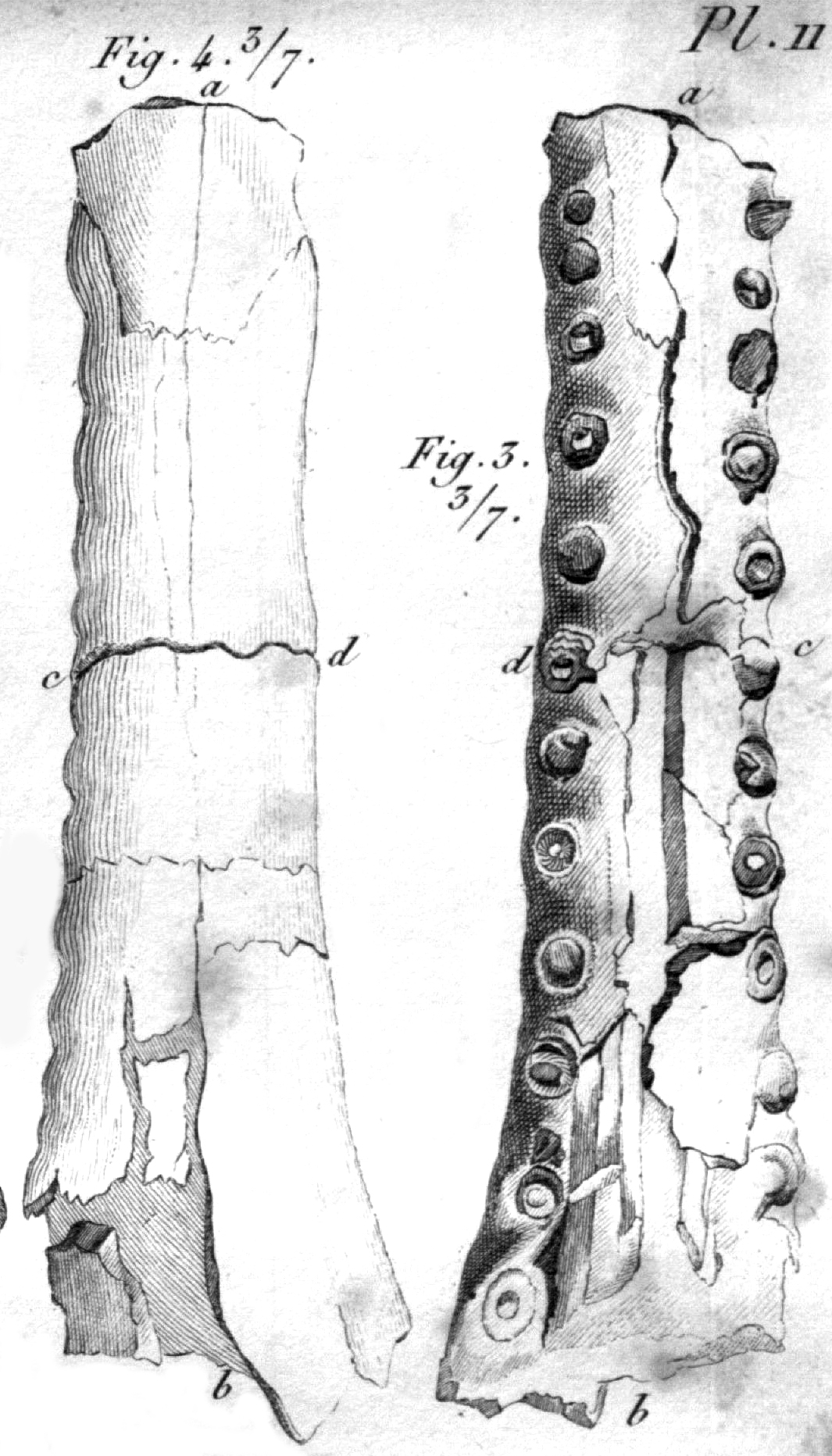

스테네오사우루스(학명:Steneosaurus rostromajor)는 악어목 텔레오사우루스과에 속하는 악어이다. 지금은 멸종된 악어로 몸길이는 4~5m가 되는 큰 편인 악어에 속한다.

## 특징
스테네오사우루스는 큰 두개골을 가진 악어 중에 하나이다. 바다에서 살던 바다악어의 일종 중에 하나이며 뼈들에는 작은 돌기들이 나 있는 특징을 가지고 있다. 바다의 생활에 완벽하게 적응하여 사는 종이기 때문에 해수에 담겨 있는 염분을 배출하는 기능이 매우 잘 발달되어 있는 종으로 보인다. 가까운 근연종들로는 미스트리오사우루스, 네오스테네오사우루스, 안드리아나보아이, 매크로폰딜러스, 프로엑소초크팔로스, 이브리디오수쿠스, 플라기오프탈모수쿠스, 데슬롱샹시나, 샤리토모노수쿠스, 바스티수쿠스, 셀디시에네안, 레미수쿠스, 텔레도사사우루스, 푸라니사우루스, 아그기오사우루스, 네우스토사우루스가 있다. 양턱에는 20개~30개의 톱니와 같은 이빨들이 줄지어 나 있으며 몸의 등쪽에는 두꺼운 갑피들을 무장하였고 몸의 색상은 녹색을 주로 띄었을 것으로 추정된다. 아직 정확한 화석들이 발견되지는 않아 현생의 돌고래처럼 바다에서 직접 어린 개체를 출산했는지 아니면 바다거북처럼 해변으로 올라와 어린 개체가 태어날 알을 낳았는지에 대해서는 불명이다. 다른 악어에 비해 두개골이 2개로 분화되어 있는 것이 스테네오사우루스가 가지고 있는 독특한 특징이다. 먹이로는 당대에 살았던 물고기, 오징어, 갑각류 등을 잡아먹었던 육식성의 악어로 추정이 된다.

## 생존시기와 서식지와 화석의 발견
스테네오사우루스가 생존하던 시기는 중생대의 쥐라기 초기로 지금으로부터 2억년전~1억 8000만년전에 생존했던 악어이다. 생존했던 시기에는 유럽과 아프리카를 중심으로 하는 동부 대서양에서 주로 서식했을 종으로 추정된다. 화석의 발견은 1825년에 유럽의 쥐라기에 형성된 지층에서 최초로 발견되어 새로이 명명된 종이며 화석이 발견된 국가들로는 유럽의 프랑스, 영국, 독일로 이러지는 유럽의 국가들과 아프리카에서는 모로코와 튀니지 등이 있다.

## 같이 보기
- 악어
- 중생대
- 쥐라기
- 파충류
- 화석